# Two (The Twilight Zone)
"Two" is de eerste aflevering van het derde seizoen van de Amerikaanse televisieserie The Twilight Zone. De aflevering werd zowel geschreven als geregisseerd door Montgomery Pittman.

## Plot

### Opening
This is a jungle, a monument built by nature honoring disuse, commemorating a few years of nature being left to its own devices. But it's another kind of jungle, the kind that comes in the aftermath of man's battles against himself. Hardly an important battle, not a Gettysburg or a Marne or an Iwo Jima. More like one insignificant corner patch in the crazy quilt of combat. But it was enough to end the existence of this little city. It's been five years since a human being walked these streets. This is the first day of the sixth year, as man used to measure time. The time? Perhaps a hundred years from now. Or sooner. Or perhaps it's already happened two million years ago. The place? The signposts are in English so that we may read them more easily, but the place is the Twilight Zone.
— Rod Serling

### Verhaal
In een post-apocalyptische wereld ontmoeten een man en een vrouw, beiden overlevenden van twee elkaar bestijdende legers, elkaar in een verlaten, door oorlog verwoeste stad. De menselijke beschaving is zo goed als geheel ten onder gegaan aan een oorlog tussen de Verenigde Staten en de Sovjet-Unie.
De twee beginnen gelijk met elkaar te vechen, maar de man wil duidelijk vrede sluiten. Na een moeizame start leren ze elkaar te vertrouwen en uiteindelijk lopen ze samen de stad uit.

### Slot
This has been a love story about two lonely people who found each other in the Twilight Zone.
— Rod Serling

## Rolverdeling
- Charles Bronson: man
- Elizabeth Montgomery: vrouw

## Achtergrond
In de aflevering zegt de vrouw voortdurend maar één woord: prekrasnij (прекрасный), het Russisch voor “liefdelijk”. Serling maakt in zijn introductie duidelijk dat de bordjes in het Engels zijn zodat het publiek ze beter kan begrijpen en dat de aflevering zich zowel in de toekomst als het verleden kan afspelen.
Dit is een van de weinige afleveringen zonder een element van het bovennatuurlijke of sciencefiction erin. Soortgelijke afleveringen zijn The Jeopardy Room, en The Shelter.

## Trivia
- Deze aflevering staat op volume 4 van Image-Entertainment’s DVD-set.